# 증거의 파기
증거의 파기(Spoliation of evidence)란 미국 민사소송법상 개념으로 증거의 파괴 또는 물질적 변형 혹은 현재 진행 중이거나 합리적으로 예상할 수 있는 소송에서 다른 사람이 증거로서 사용할 수 있도록 보존하는데 실패한 것을 의미한다.